# Tolhuisweg 1 (Amsterdam)
Tolhuisweg 1 te Amsterdam is een monumentaal gebouw in Amsterdam-Noord.
Het gebouw werd ontworpen door architect Arthur Staal en moest onderdak bieden aan de bedrijfsgeneeskundige dienst van Koninklijke Shell. Staal ontwierp meerdere gebouwen in deze buurt voor Shell. Het gebouw stamt uit 1957. Pas nadat Shell vertrok uit Amsterdam-Noord kreeg het gebouw de naam Staalvilla, waarbij het gebruik steeds wisselt. Een status als gemeentelijk of rijksmonument zit er voorlopig niet in, omdat er veel aan gebouw gewijzigd is. Zo is de oorspronkelijke toegangsdeur onder het balkon geheel verdwenen (vermoedelijk 1983).
De zuidelijke blinde gevel werd in het najaar van 2020 voorzien van een muurschildering in de vorm van een vogel.

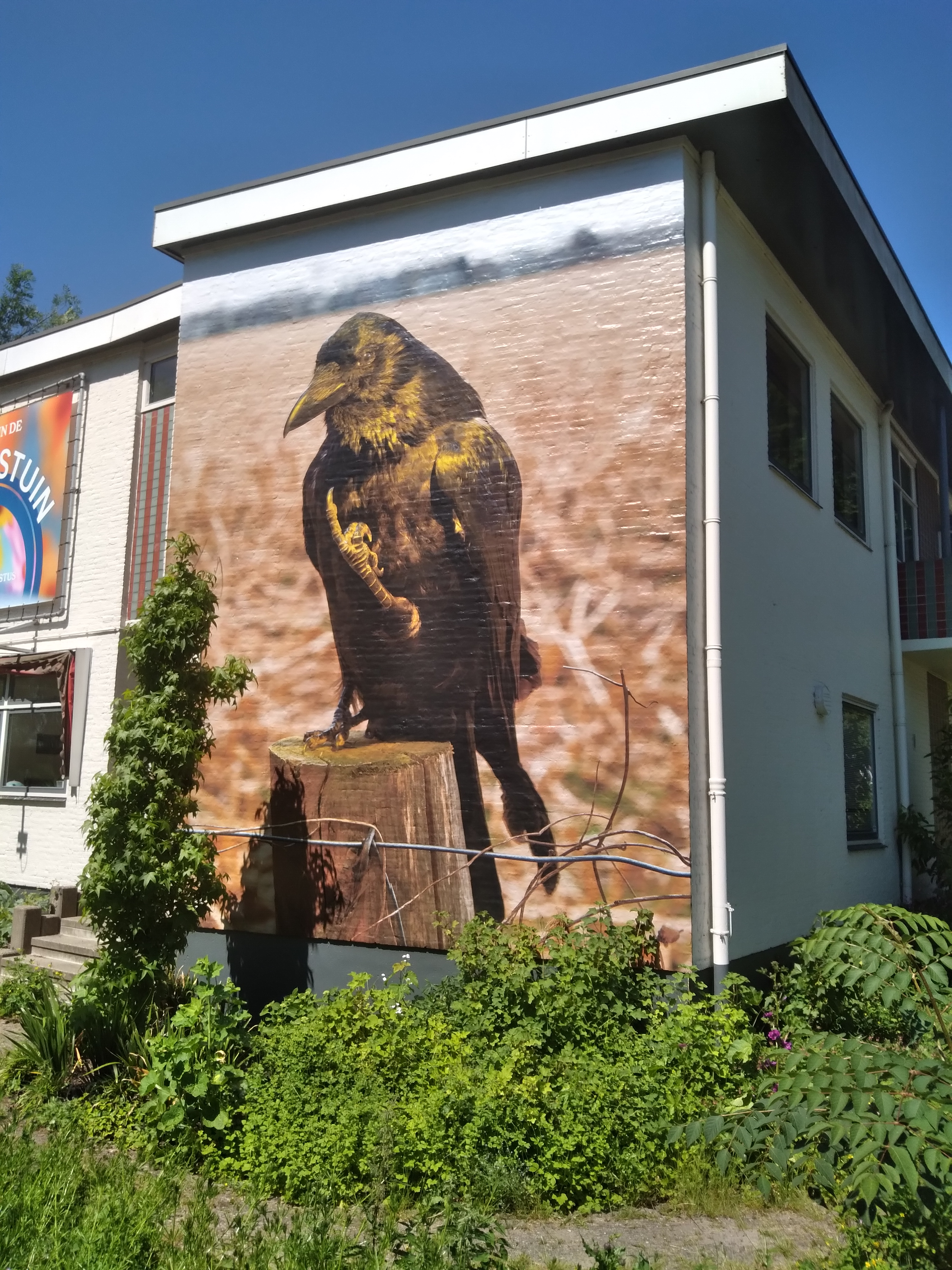
Muurschildering (juni 2021)